# Михаил Марков (революционер)
Вижте пояснителната страница за други личности с името Михаил Марков.
Михаил Марков е български революционер, щипски деец на Вътрешната македоно-одринска революционна организация.

## Биография
Михаил Марков е роден в 1876 година в Щип, тогава в Османската империя. В 1894 година завършва с деветия випуск Солунската българска мъжка гимназия и работи като учител, а по-късно като бакалин в родния си град. Влиза във ВМОРО и в 1899 година е избран а член на Щипския околийски революционен комитет.
При избухването на Балканската война в 1912 година е доброволец в Македоно-одринското опълчение и служи в Нестроевата рота на 7 кумановска дружина. Носител е на бронзов медал.